# قره‌گل (کمیجان)
قره گلروستایی است از توابع شهرستان کمیجان در استان مرکزی. این روستا در دهستان خسروبیگ در بخش میلاجرد این شهرستان قرار دارد . 

## مشخصات منطقه ای
روستای قره گل طبق تقسیمات اخیر کشوری، ازتوابع دهستان خسروبیگ و بخش میلاجرد شهرستان کمیجان می‌باشد . این روستا بامختصات جغرافیایی ۴۹ درجه و ۳۴ دقیقه طول شرقی و ۵۷ درجه و ۴۳ دقیقه عرض شمالی در شمال غربی استان مرکزی قراردارد.فاصله روستای قره گل تا مرکز شهرستان ۲۰ کیلومتر می‌باشد .

## جمعیت
طبق سرشماری مرکز آمار ایران، جمعیت قره گل در سال ۱۳۸۵ برابر با - نفر بوده‌است. این روستا - خانوار دارد. 